# Gymnothorax gracilicauda
Gymnothorax gracilicauda es una especie de pez de la familia de los morénidas en el orden de los Anguilliformes.

## Morfología
Los machos pueden llegar a alcanzar los 32 cm de longitud total.

## Distribución geográfica
Se encuentra desde las Islas Carolinas e Islas Marianas hasta las Hawaii, las Islas de la Línea y Tuamotu.